# Los Leones, Veracruz
Los Leones är en ort i Mexiko.   Den ligger i kommunen Tierra Blanca och delstaten Veracruz, i den sydöstra delen av landet, 300 km öster om huvudstaden Mexico City. Los Leones ligger 62 meter över havet och antalet invånare är 439.
Terrängen runt Los Leones är platt, och sluttar österut. Runt Los Leones är det ganska tätbefolkat, med 65 invånare per kvadratkilometer. Närmaste större samhälle är Tetela, 13,2 km väster om Los Leones. Trakten runt Los Leones består till största delen av jordbruksmark.